# Sławomir Czwórnóg
Sławomir Czwórnóg (ur. 9 grudnia 1966 w Prudniku) – polski realizator dźwięku.
Absolwent wydziału Reżyserii Dźwięku Akademii Muzycznej im. Fryderyka Chopina w Warszawie (1991) oraz Carolinum (Nysa) (1985). Realizator dźwięku polskiego dubbingu, producent i realizator dźwięku reklam telewizyjnych, kinowych i radiowych, realizator dźwięku programów telewizyjnych.

## Polskidubbing–filmy pełnometrażowe
- 1994: Pokój z widokiem
- 1995: Casper
- 1996: Mój sąsiad Totoro
- 1996: Szkarłatny pilot
- 1997: Calineczka
- 1997: Mała Syrenka
- 1997: Oliver i spółka
- 1998: Tajemnica zaginionej skarbonki
- 1998: Bernard i Bianka w krainie kangurów
- 1998: Magiczny miecz – Legenda Camelotu
- 1998: Polowanie na mysz
- 1999: Dawno temu w trawie
- 2003: Mój brat niedźwiedź
- 2004: Kubuś i Hefalumpy
- 2004: Kubuś Puchatek: Czas prezentów
- 2004: Rogate ranczo
- 2004: Rybki z ferajny
- 2005: Bambi II
- 2005: Karol. Człowiek, który został papieżem
- 2005: Kurczak Mały
- 2005: Magiczna karuzela
- 2005: Obcy z głębin(inne języki) (Aliens of the Deep)
- 2006: Goofy w college’u
- 2006: Happy Feet: Tupot małych stóp
- 2006: Po rozum do mrówek
- 2007: High School Musical
- 2007: High School Musical 2
- 2008: High School Musical 3: Ostatnia klasa
- 2008: Dzielny Despero
- 2009: Koralina i tajemnicze drzwi
- 2010: Jak ukraść księżyc
- 2010: Jak wytresować smoka
- 2010: Megamocny
- 2011: Hop
- 2011: Boska przygoda Sharpay
- 2011: Wymiatacz
- 2012: Strażnicy marzeń
- 2016: Warcraft: Początek
- 2017: Jumanji: Przygoda w dżungli
- 2018: Mortal Engines - efekty dźwiękowe
- 2023: Indiana Jones i artefakt przeznaczenia

## Polskidubbing–seriale
- 1992–1993: Diplodo
- 1992–1993: Kroniki młodego Indiany Jonesa
- 1992–1993: Leśna rodzina
- 1992–1993: Wesoła siódemka
- 1993: Mały lord
- 1993: O szewcu Marcinie
- 1993−1994: Miasto piesprawia (Dog City)
- 1993−1994: Widget
- 1994: Chłopiec z gwiazd
- 1994: Mały Książę
- 1994: Manekiny
- 1994: Rip van Vinkle
- 1994–1995: Dinusie
- 1994–1995: Hrabia Kaczula
- 1994–1995: Mała Rosey
- 1994–1995: Orson i Olivia
- 1994–1995: Pan de Lis
- 1996: Duckman
- 1996: Iron Man: Obrońca dobra (odc. 1-3, 5, 10)
- 1996: Kacza paczka
- 1996: Fantom
- 2002: Niefortunna czarownica
- 2003: Hamtaro – wielkie przygody małych chomików
- 2003: Shin-chan
- 2004: Aladyn
- 2004: Dzielny Agent Kaczor
- 2004: Megas XLR (odc. 6, 10-13)
- 2004: Noddy
- 2005: Kryptonim: Klan na drzewie
- 2005–2008: Harcerz Lazlo
- 2006: Kaczor Donald przedstawia
- 2006: Przygody Myszki Miki i Kaczora Donalda
- 2007: Lew Lippy i Hardy Har Har
- 2007: Pixie i Dixie
- 2007: Yogi, łowca skarbów
- 2008: Bawmy się, Sezamku
- 2008: Porażki Króla Artura
- 2008: Quick Draw McGraw
- 2008–2009: Drake i Josh
- 2008–2009: Jimmy Neutron: mały geniusz
- 2009: Hej Arnold!
- 2009−2013: iCarly
- 2009-2014: Dora poznaje świat
- 2011-2013: Kung Fu Panda: Legenda o niezwykłości
- 2012: Mega Spider-Man
- 2013-2016: Avengers: Zjednoczeni
- 2013: Hulk i agenci M.I.A.Z.G.I.
- 2013: Potwory kontra Obcy (serial animowany)
- 2014: Kod Lyoko: Ewolucja

## Współpraca przy produkcji dźwięku – gry komputerowe
- 2006: Dragon Hill
- 2006: Hugo
- 2006: Noddy: Szykujmy się do szkoły
- 2006: Stubbs the Zombie
- 2006: Brzydkie Książątko: Baśniowe przygody Hansa Christiana Andersena
- 2006: Viva Pinata
- 2007: Assassin’s Creed
- 2007: Neverwinter Nights 2
- 2007: Wiedźmin
- 2008: Buzz! Świat Quizów
- 2008: Kung-Fu Panda
- 2008: Madagaskar
- 2008: So Blonde: Blondynka w opałach
- 2009: Dragon Age: Początek
- 2010: Dragon Age: Początek – Przebudzenie
- 2011: Battlefield 3
- 2011: The Elder Scrolls V: Skyrim
- 2011: Diablo III
- 2012: The Elder Scrolls V: Skyrim – Dawnguard
- 2013: The Elder Scrolls V: Skyrim – Dragonborn
- 2014-17: Hearthstone
- 2016: Dishonored 2
- 2016: StarCraft
- 2016: Heroes of the Storm
- 2016: Osiris: New Dawn
- 2016: Horizon Zero Dawn
- 2017: StarCraft: Remastered
- 2018–2019: Days Gone

## Reżyserdubbingu
- 2008: So Blonde: Blondynka w opałach